# Joaquín García Vargas
Joaquín García Vargas (Morelia, México, 17 de febrero de 1922 - Ciudad de México, 13 de mayo de 1993),conocido de forma artística como Borolas, fue un actor y comediante mexicano de la llamada Época de Oro del cine mexicano, de aspecto peculiar usando sombrero de bombín (al estilo de Charles Chaplin), amplia chaqueta y muy achispado.

## Inicios
Comenzó a trabajar en espectáculos en la Ciudad de México y en 1949 actuó en su primera película. Su personaje habitual era el de un hombre que vivía sin trabajar gracias a la ayuda de sus amigos y su papel le requería frecuentes escenas de "slapstick". Entre los casi 130 filmes en los que trabajó se recuerda El rey del barrio de 1949 con Germán Valdés "Tin-Tan". También actuó frecuentemente en películas de Antonio Aguilar, haciendo pareja cómica con Eleazar García "Chelelo" y con El Chicote. Actuó como "Patiño" de María Victoria y Alfonso Zayas en la serie televisiva La criada bien criada iniciada en 1969 y que se transmitía por televisión durante la década de los años 70.
Apareció por última vez en público un mes antes de fallecer, en un homenaje al actor Mario Moreno "Cantinflas". 
Borolas, siguiendo los pasos de Cantinflas, fue iniciado en la Francmasonería en la Muy Respetable Gran Logia Valle de México en 1965, siendo la Muy Respetable Logia Simbólica "ATLANTIDA N°. 67" la que lo vería nacer en su carrera masónica. En vida alcanzó el grado de compañero masón y posteriormente a su muerte, le fue otorgado el sublime grado de maestro masón. Hoy existe un mural en su honor en el edificio de la gran Logia ubicada en la calle Sadi Carnot 75, colonia San Rafael, Alcaldía Cuauhtémoc en la CDMX

## Muerte
Falleció de un ataque cardíaco el 13 de mayo de 1993 a la edad de 71 años.

## Filmografía
- Los relajados  (1989)
- Santa sangre (1989)
- La torta caliente (1989)
- Chiquita... No te la acabas (1989)
- No le saques, pos no le metas (1989)
- El gran relajo mexicano (1988)
- Despapaye de comicos mexicanos (1988)
- El sexo me divierte (1988)
- Piquete que va derecho  1988
- Más buenas que el pan  1987
- La ruletera  (1987)
- Qué buena está mi ahijada  (1987)
- Las amantes del señor de la noche  1986
- Las movidas del mofles  1986
- Llegamos los fregamos y nos fuimos  1985
- Ah que viejas canciones tan calientes  1985
- Frankenstein s Great Aunt Tillie  1984
- Corrupción  1984
- El día de los albañiles: Los maistros del amor  1984
- Macho que ladra no muerde  1984
- Las perfumadas  1983
- Viva el chubasco  1983
- Teatro Follies  1983
- Las nenas del amor  1983
- Sexo vs. sexo  1983
- Lola la trailera  1983
- Una gallina muy ponedora  1982
- Fieras contra fieras  1982
- Las piernas del millón  1981
- Visita al pasado  1981
- D.F. Distrito Federal  1981
- Burlesque  1980
- Mis huéspedes  1980
- La criada maravilla  1979
- El rediezcubrimiento de México  1979
- Las cariñosas  1979
- Mil millas al sur  1978
- El moro de Cumpas  1977
- Albures mexicanos  1975
- La presidenta municipal  1975
- Que familia tan cotorra!  1973
- Los cacos  1972
- Los Beverly del Peralvillo  1971
- La cigüeña si es un bicho  1971
- El manantial del amor  1970
- La criada bien criada  1969
- La ley del gavilán  1968
- Los Beverly de Peralvillo  1968
- Esta noche si  1968
- Cuando el diablo sopla  1966
- Duelo de pistoleros  1966
- Gallo corriente, gallo valiente  1966
- Nos lleva la tristeza  1965
- Dos inocentes mujeriegos  1964
- La divina garza  1963
- Los amigos Maravilla en el mundo de la aventura  1963
- Dos alegres gavilanes  1963
- La casa de los espantos  1963
- Matar o morir  1963
- Tres palomas alborotadas  1963
- Échenme al vampiro 1963
- Juramento de sangre  1962
- El tigre negro  1962
- Los pistoleros  1962
- Frankenstein el vampiro y compañía 1963
- La máscara roja  1962
- Los amigos Maravilla  1962
- El rayo de Jalisco  1962
- A ritmo de twist  1962
- Pa' qué me sirve la vida 1961
- Los laureles  1961
- Las leandras  1961
- Amor a balazo limpio  1961
- Los fanfarrones  1960
- Los resbalosos  1960
- El supermacho  1960
- Dos maridos baratos  1960
- Las tres coquetonas  1960
- El último mexicano  1960
- Una canción para recordar  1960
- Dos hijos desobedientes  1960
- Yo... el aventurero  1959
- Sube y baja  1958
- Tan bueno el giro como el colorado  1959
- Kermesse  1959
- Fiesta en el corazón  1958
- Viaje a la Luna  1958
- Escuela para suegras  1958
- La guarida del buitre  1958
- Maratón de baile  1958
- Concurso de belleza  1958
- Cada hijo una cruz  1957
- El gallo colorado  1957
- La pantera negra  1957
- Amor del bueno  1957
- ¡Aquí están los aguilares!  1957
- Al compás del rock and roll  1957
- La justicia del gavilán vengador  1957
- Bataclán mexicano 1956
- El sultán descalzo  1956
- La huella del chacal  1956
- Club de señoritas  1956
- Cara de ángel  1956
- Ay, Chaparros... ¡Cómo abundan!  1956
- Los hijos de Rancho Grande  1956
- Nos veremos en el cielo  1956
- Pueblo quieto  1955
- Qué lindo Cha Cha Cha  1955
- Kid Tabaco  1955
- El Vizconde de Montecristo  1954
- El hombre inquieto  1954
- El águila negra en el tesoro de la muerte  1954
- El mensaje de la muerte  1953
- La isla de las mujeres  1953
- Me traes de un ala  1953
- Las locuras de Tin-Tan  1952
- El bello durmiente  1952
- La niña popoff  1952
- El luchador fenómeno  1952
- Un rincón cerca del cielo  1952
- Serenata en Acapulco  1951
- Los huéspedes de La Marquesa (¡Que rico mambo!)  1951
- ¡Mátenme porque me muero!  1951
- Al son del mambo  1950
- La marca del zorrillo  1950
- La ciudad perdida  1950
- El rey del barrio  1950
- No me defiendas compadre  1949
- Nosotros los rateros  1949